# Psicodinâmica do trabalho
A psicodinâmica do trabalho é uma abordagem científica, desenvolvida na França na década de 1980 pelo psicanalista Christophe Dejours, que investiga os mecanismos de defesa dos trabalhadores frente às situações causadoras de sofrimento decorrentes da organização do trabalho. Para a psicodinâmica, torna-se inaceitável a separação entre trabalhador e ser humano, ou seja, o indivíduo dentro do trabalho e o individuo fora do trabalho. As questões da vida pessoal não podem interferir no trabalho, bem como as questões do trabalho não podem interferir na vida pessoal, para tanto é correto afirmar que o ser humano é um todo indivisível.

## Histórico e visão geral
A necessidade de investigar os impactos da organização do trabalho sobre a saúde do trabalhador, especialmente a saúde mental, originou um movimento conhecido como Escola da Psicopatologia do Trabalho. A discussão sobre a psicopatologia do trabalho começou na França logo após a Segunda Guerra Mundial, liderada por contribuições da chamada “psiquiatria social”. Os nomes mais notáveis desta corrente são Paul Sivadon e Louis Le Guillant. Sivadon foi o primeiro a empregar o termo "psicopatologia do trabalho", e em suas obras abordou o trabalho como fonte de crescimento e evolução do psiquismo humano, assim como as formas perversas de organização da atividade de trabalho, que gerariam pressões e conflitos insuperáveis, propiciando o aparecimento de transtornos mentais. Na década de 1950, Le Guillant escreveu um artigo onde buscava explicar os transtornos mentais a partir de fatores sócio-culturais, embora admitisse a influência de fatores orgânicos e psíquicos no fenômeno. Para ele, a descompensação psíquica seria conseqüência da história devida do indivíduo, em associação a um contexto de trabalho repleto de contradições e de exigências demasiadas. Gillon, outro pensador da época, considerava raros os casos em que as condições de trabalho eram efetivamente responsáveis por distúrbios mentais; ainda assim elencava alguns “elementos desfavoráveis no trabalho” no que se refere à saúde, tais como: duração excessiva do trabalho, exigência muito alta de atenção ou de aptidões que estão além da capacidade do operário, atividade excessivamente monótona, entre outros fatores. O autor evidencia influência do pensamento taylorista ao compreender o trabalho como essencialmente benéfico à saúde mental, sendo de responsabilidade do trabalhador se adaptar ao meio, subestimando assim a influência da organização ou das relações de trabalho no adoecimento.
Ao longo de seu percurso teórico, Dejours inicialmente estudava as doenças relacionadas ao trabalho e posteriormente se dedicou ao estudo da normalidade, por meio dos mecanismos de defesa que permitem que os trabalhadores não adoeçam, a despeito das condições adversas à saúde provocadas pela organização do trabalho. Sendo um crítico das abordagens positivistas que estiveram presentes no modelo tradicional de pesquisas voltadas para a saúde no trabalho e com o avanço das pesquisas e a incorporação de conceitos advindos da ergonomia, da sociologia e da psicanálise, evoluiu para uma compreensão original, configurando uma teoria própria, passando assim da Psicopatologia à Psicodinâmica do Trabalho.  Em uma terceira fase da teoria, direcionou seu olhar ao estudo das patologias sociais resultantes das novas formas de gestão da organização do trabalho.
O primeiro marco foi a publicação, em 1980, do livro “Travail: Usure Mental” (publicado no Brasil com o título "A Loucura do Trabalho: estudo de psicopatologia do trabalho”). Nesta obra, o autor analisa as estratégias individuais e coletivas utilizadas pelos trabalhadores para lidar com o sofrimento originado no trabalho, situando a gênese do sofrimento no confronto do sujeito-trabalhador com a organização do trabalho, que na época era fortemente caracterizada pelo modelo taylorista.
Já na década de 1990, Dejours publica dois textos que se tornaram referências para o campo da saúde mental no trabalho; o primeiro é um addendum à décima-segunda edição de Travail: Usure Mentale, publicado em 1993 com o título De La Psychopatologie à la Psychodinamique du Travail; e o segundo é o livro Le facteur Humain (publicado no Brasil com o título “O Fator humano”) em 1995. Foi neste momento que o autor substitui o conceito de Psicopatologia do Trabalho pelo de Psicodinâmica do Trabalho, deslocando seu foco das patologias relacionadas ao trabalho para o estudo da normalidade, ou seja, para o enigma de como os trabalhadores conseguem manter certo grau de equilíbrio psíquico apesar das condições precárias de trabalho a que estão submetidos. Em um contexto de intenso constrangimento e pressão, ele se intrigou com o fato de os trabalhadores não entrarem em colapso, trabalhando normalmente sem apresentar os transtornos psíquicos esperados. Nesta fase de sua obra, o autor relaciona o sofrimento com a criatividade no trabalho, isto é, a possibilidade do trabalhador de usar sua inteligência prática e beneficiar sua identidade, promovendo ações capazes de proporcionar vivências de prazer.
Com a publicação do livro Souffrance em France, em 1998 (publicado no Brasil como “A Banalização da Injustiça Social”, em 1999), inaugura-se uma nova fase na teoria dejouriana, que vai até os dias atuais. Neste momento, caracterizado pela consolidação e propagação da psicodinâmica como teoria capaz de explicar os efeitos do trabalho sobre os processos de subjetivação, as patologias sociopsíquicas e a saúde dos trabalhadores, o foco de análise recai não mais sobre as vivências de prazer-sofrimento, mas no modo como os trabalhadores subjetivam essas vivências, o sentido que elas assumem e o uso de estratégias ocasionadas pelas novas formas de organização do trabalho, especificamente as defesas coletivas e a cooperação.
| Fase          | Período | Aspectos |
| ------------- | ------- | --- |
| Nascimento    | 1970    | Psicossomático, estudo do sofrimento psíquico (inconsciente) |
| Segunda fase  | 1980    | Psicopatologia e Psicodinâmica (Ergonomia), inicio dos estudos sobre as estratégias defensivas |
| Terceira fase | 1990    | Foco na ampliação da Psicodinâmica, e influências mais críticas a partir da teoria comunicacional e a banalização da injustiça social, e no estudo do prazer e os mecanismos de enfrentamento dos trabalhadores para a saúde no trabalho |
| Fase atual    | 2000    | Ênfase ao estudo do trabalho na construção da identidade do trabalhador e as vivências de prazer-sofrimento no trabalho, na psicologia do reconhecimento e da sublimação como estratégia de enfrentamento e nos estudos sobre clínica do trabalho, proposta de uma ação transformadora através do espaço de discussão coletiva onde a palavra possa ter autonomia e liberdade de expressão, a "fala livre". Clínica psicodinâmica do trabalho. |

## Premissas da psicodinâmica do trabalho
A psicodinâmica do trabalho se utiliza de três premissas:
- A primeira se refere ao sujeito em busca de auto realização: todo indivíduo é habitado pelo desejo de realização que se inscreve na busca da identidade que o anima, que ele persegue e que o leva a querer oferecer sua contribuição à criação social ou à construção de uma obra comum
- A segunda é a da existência de um hiato entre o que é prescrito e o trabalho real. As subjetividades desenvolvidas no dia-a‐dia são mobilizadas para dar conta dessa lacuna. Este fato mobiliza o sujeito e suscita seu investimento subjetivo na atividade de trabalho. Ao interpelar a inteligência prática do sujeito e ao solicitar sua criatividade, o trabalho que deixa uma margem de autonomia oferece ao indivíduo a possibilidade de auto-realização e de construir sua identidade.
- A terceira premissa consiste no desejo de julgamento do outro, mais especificamente, trata do reconhecimento. A construção da identidade no trabalho se apoia sob o ângulo da clínica psicodinâmica do trabalho, sobre o necessário olhar do outro que pode ser tanto um coletivo de trabalho ou uma comunidade de pertença.

## Categorias de análise
Dejours, ao adotar um ponto de vista onde o trabalho não é enlouquecedor (mas como algo que pode levar o homem ao sofrimento psíquico dependendo do ambiente de trabalho em que ele se encontra), assim como vendo os trabalhadores capazes de se protegerem dos efeitos negativos e patológicos do ambiente de trabalho à sua saúde mental, elaborou as categorias da psicodinâmica visando responder a essas demandas polares entre prazer e sofrimento, saúde e doença. Assim, a psicodinâmica do trabalho propõe cinco categorias para estudar a relação organização do trabalho e trabalhador.
Tais categorias da psicodinâmica são compostas por duas grandes categorias:

### Organização do contexto do trabalho
- Organização do trabalho: divisão de tarefas entre os trabalhadores, repartição, cadência, e, enfim, o modo operatório prescrito e a divisão de pessoas: repartição das responsabilidades, hierarquia, comando, controle, etc.
- Condições de trabalho: referem-se ao ambiente físico (temperatura, barulho, pressão, vibração, irradiação, altitude, etc.), o ambiente biológico (vírus, bactérias, parasitas, fungos), as condições de higiene, de segurança e as características antropométricas do posto de trabalho.
- Relações de trabalho: referem-se às relações com as chefias imediatas e superiores, com os membros da equipe de trabalho e as relações externas (clientes, fornecedores e fiscais).

### Mobilização subjetiva do trabalhador
- Vivências de prazer e  sofrimento: o sofrimento pode ser criativo ou patogênico. No criativo, o indivíduo mobiliza-se na transformação do seu sofrimento em algo benéfico para ele mesmo. Para isto, deve encontrar certa liberdade na organização do trabalho que ofereça margem de negociação entre as imposições organizacionais e o desejo do trabalhador. O surgimento do sofrimento patogênico estaria relacionado à ausência de flexibilidade da organização do trabalho, a qual impede que o sujeito encontre vias de descarga pulsional nas suas atividades laborais, utilizando‐se de estratégias defensivas para suportar o contexto de trabalho.
- Estratégias defensivas e espaço de discussão coletiva: as estratégias de defesa têm como função adaptar o sujeito às pressões de trabalho com o objetivo de conjurar o sofrimento. Diferenciam‐se dos mecanismos de defesa do ego por não serem interiorizados e persistirem a partir da presença de uma situação externa. O espaço público de fala significa a construção de um espaço de fala e escuta em que podem ser expressas opiniões contraditórias e/ou baseadas nas crenças, valores e posicionamento ideológico dos participantes do espaço.

Outros autores colocam ainda como categorias, dentro da mobilização subjetiva do trabalhador:
- Inteligência prática: a inteligência prática, enquanto estratégia de enfrentamento coletiva auxilia o trabalhador a resistir ao que é prescrito, utilizando recursos próprios e sua capacidade inventiva, pressupondo a ideia de astúcia, mobilizando‐se a partir do surgimento de situações imprevistas. A partir do enfrentamento destas situações, desenvolve um  saber particular que ao tornar‐se coletivo, transforma-se em ação de cooperação. Este recurso apresenta a finalidade de minimizar o sofrimento e transformá-lo em prazer.
- Cooperação: a cooperação como estratégia de mobilização coletiva, representa uma maneira de agir de um grupo de trabalhadores para resignificar o sofrimento, fazer a gestão das contradições do contexto de trabalho e transformar em fonte de prazer a organização do trabalho, o que seria possível por meio do espaço público de discussão e da cooperação entre os sujeitos.[4][5][6]